# ميلد (برمجية)
ميلد (بالإنجليزية: Meld)‏ هي أداة ديف مرئيَّة، حُرَّة ومفتوحة المصدر ومُتعدِّدة المِنصات، تقوم بعرض الفُروقات والتغييرات في الملفات الحاوية على بيانات أو تعليمات برمجيَّة. يُمكن استخدامها لِإجراء مُقارنة ثُنائيَّة وثُلاثيَّة للملفات والأدلة، تمَّ تطويرها ضمن مشروع جنوم ‏. وفقًا لموقع البرمجيَّة الرَّسمي فإنَّ الأداة تستهدف المُطوِّرين في الأصل.